# ソウルライク
ソウルライク（英語:  Soulslike）は、アクションRPG(またはアクションアドベンチャーゲーム) のサブジャンルの一つである。日本のコンピュータゲーム制作会社のフロム・ソフトウェアの代表作である『Demon's Souls』『DARK SOULS』などに影響を受けたゲームをいう。またこれらに似たシステムや作風、設定を持つ『Bloodborne』『ELDEN RING』に影響を受けたゲームも含み、それらのかばん語としてソウルボーン（英語：Soulsborne）と呼ばれることもある。メトロイドヴァニア要素を足したソウルヴァニアもある。

## 特徴

### システム
キャラクターが何度も死亡を繰り返すことが想定され、特定のチェックポイントに到達しないと進行状況がすべて失われる高難易度になっている。ウィザードリィのような自由にステータスを割り振れる育成システムがとられ、キャラクターの能力を向上させるための通貨は死亡で取り残され回収できなければ放棄される可能性がある。（ソウルズシリーズにおけるソウル）
このシステムによってプレイヤーが進行状況を失うことを回避する手段を提供すると同時に、リスクと報酬のシステムを提供している。死亡の繰り返しはプレイヤーのキャラクターを改善するか、ゲーム内の自分のスキルと戦略を改善することによる、一種の自己改善と見なすことができる。Salt and Sanctuary の開発者である James Silva 氏は、ソウルライクのゲームは、繰り返される失敗からの学習を通じて、ゲームの世界、キャラクターの改善、戦闘を含むゲーム全体の「意図的で有意義な探索」を提供すると述べた。
戦闘も特徴的であり、プレイヤーはキャラクターの過度の運動を避けるためにスタミナを監視する必要があり、多くの場合操作はアニメーションが再生されるまでプレーヤーが動きをキャンセルできないようにする「アニメーション優先」アクションに基づいているため、行動をすると敵の攻撃に対して隙が生じる。

### 世界設定
ダークファンタジーの設定と意図的な情報の制限、および徹底した世界構築、それによる魅力的な舞台がプレイヤーの探索意欲をかきたてる。プレイヤーは、語り手、アイテムの説明、不可解な対話などを通じて、ゲームの設定の断片を徐々に発見し、それらを繋ぎ合わせてゲームの謎を探っていく。 暗いテーマにもかかわらず、ソウルライクには、予期しない動作 (猫を撫でるなど)、NPCからのユーモラスな反応、独特の衣装や武器、しばしばドタバタ、ミミックに食べられるなどのコメディの要素が含まれることもある。
ソウルシリーズのジャンルはアクションRPGだが、ソウルライクのジャンルはアクションRPGであるとは限らず、アクション、RPG、アドベンチャー、シューティングなどジャンルは多岐にわたる。

## 歴史

### 発祥
2012年にDARK SOULSが米国で発売されると大ヒットし、一部のゲームクリエイターがその影響を受け、自身の作品にシステムや作風を取り入れた。
この流れに対して米国のゲーム販売プラットフォームであるSteamにおいて、DARK SOULSの要素が多いゲームに対してソウルライク（英語:  Soulslike）というサブジャンルのタグが設定され、それが一般化したのが起源である。
現在Steamで配信中で最も古いソウルライクは2014年発売の『Lords Of The Fallen』である。
ソウルライクゲームの開発者へのインタビューによると、ジャンルの一部として分類されることでプレイヤーにとって有益な説明として機能するとしてつけていることが多い。一方で誤解を招く可能性があり、プレイヤーが特定のことを期待し、ゲームにそれらがない場合に失望する可能性があると考える人もいる。 この例としては、Remnant: From the Ashesがソウルライクとして特徴付けられているにもかかわらず、主にシューターであったことにプレイヤーが失望したことが挙げられる。

### 代表的なソウルライクゲーム
Lords of the Fallen (2014)、Titan Souls (2015)、DarkMaus (2016)、Salt and Sanctuary (2016)。仁王シリーズ、The Surgeシリーズ、Dead Cells (2018)、Darksiders III (2018)、Ashen (2018)、Dark Devotion (2019)、Remnant: From the Ashes (2019)、Blasphemous (2019)、Code Vein (2019)、スター・ウォーズ ジェダイ:フォールン・オーダー (2019)、Hellpoint (2020)、Mortal Shell (2020)、Chronos: Before the Ashes (2020)、ストレンジャー オブ パラダイス ファイナルファンタジー オリジン(2022)、Thymesia (2022)、Remnant2 (2023)、Lies of P (2023)、Lords of the fallen (2023)。

### ジャンル外のゲームでソウルシリーズの影響を受けたとされるゲーム
ウィッチャーII(2011)、Shovel Knight (2014)、 Destiny (2014)、 ウィッチャー 3: ワイルド ハント(2015)、 ゴッド オブ ウォー(2018)、アサシン クリード オデッセイ(2018)、Mortal Shell(2020年)。同様の死亡システムを持つゲームとして、Nier: Automata (2017) およびHollow Knight (2017) が挙げられる。

### 日本におけるソウルライク
コーエーテクモゲームスからは2017年に『仁王』が発売された。
Focus Home Interactiveからは2017年に『The Surge』が発売された。
バンダイナムコエンターテインメントからは2019年に『CODE VEIN』が発売された。
日本においては単に難易度の高い3Dアクションゲームを、開発者がソウルライクと称している場合もある。